# Andrej Vizjak
Mag. Andrej Vizjak (* 6. srpna 1964 Brežice) je slovinský politik.

## Životopis
Narodil se v Brežicích, kde absolvoval i gymnázium. Poté studoval na Fakultě elektrotechnické a výpočetní techniky Univerzity v Lublani, kde v roce 1994 získal titul magistra. Již v roce 1991 nastoupil do společnosti Litostroj, kde se ve vývojovém oddělení zabýval optimalizací provozu vodních elektráren. Od roku 1994 pracoval na Inspektorátu práce v Kršku. V roce 2000 se stal státním tajemníkem na ministerstvu práce, rodiny a sociálních věcí pro agendu zaměstnanosti a trhu práce. V roce 2000 byl zvolen poslancem Státního shromáždění a v tomto volebním období zastával i funkci předsedy poslaneckého klubu SDS. V roce 2002 byl zvolen županem občiny Brežice a tuto funkci zastával až do roku 2004, kdy se stal ministrem v Janšově první vládě. Poslancem Státního shromáždění byl zvolen i v roce 2008 a 2011. V únoru 2012 se stal ministrem práce, rodiny a sociálních věcí ve druhém kabinetu Janeze Janši.